# Гряда (Троицкое сельское поселение)
 Гряда  — деревня в Жарковском муниципальном округе Тверской области.

## География
Находится в юго-западной части Тверской области на расстоянии менее 2 км по прямой на запад-юго-запад по прямой от районного центра поселка Жарковский.

## История
Деревня уже была отмечена на карте 1846—1863 годов. В 1859 году здесь (деревня Поречского уезда Смоленской губернии было учтено 5 дворов, в 1927 — 18. До 2022 года входила в состав ныне упразднённого Щучейского сельского поселения.

## Население
Численность населения: 53 человека (1859 год), 7 (русские 86 %) в 2002 году, 5 в 2010.